# Lotus Emira
La Lotus Emira (code Type 131) est un coupé du constructeur automobile britannique Lotus produit à partir de l'été 2021 et commercialisé à partir d'avril 2022. Elle est la dernière voiture à propulsion thermique du constructeur avant son passage au tout électrique.

## Présentation
La Lotus Emira est présentée au Festival de vitesse de Goodwood le 6 juillet 2021. Elle remplace à la fois l'Evora, l'Exige et l'Elise.
Si l'Emira est disponible dans une série de lancement First Edition dès avril 2022, elle sera disponible en configuration standard à partir de 2023.

## Caractéristiques techniques

### Motorisations
L'Emira est motorisée au choix par deux motorisations essence :
- La première est un quatre-cylindres 2 litres turbocompressé d'origine Mercedes-AMG de 364 ch et 430 N m de couple, associé à une transmission à double embrayage à huit rapports, lui autorisant un 0 à 100 km/h en 4,2 s et une vitesse maximale de 283 km/h[6].
- La seconde proposition consiste en un V6 3,5 litres[7] du constructeur japonais Toyota que l'on retrouve sur les modèles qu'elle remplace Exige S3 et Evora[8], d'une puissance de 400 ch et 420 N m de couple. Le V6 est accouplé en série à une boîte manuelle à six vitesses ou une transmission automatique à six rapports en option. Les performances sont à peine supérieures à la version 4-cylindres, avec 290 km/h et 4,2 s en accélération.

|                             | Lotus Emira                             | Lotus Emira                                      |
| Emira 2.0                   | Emira V6                                |                                                  |
| --------------------------- | --------------------------------------- | ------------------------------------------------ |
| Moteur                      | 4-cylindres en ligne AMG                | V6 Toyota                                        |
| Code moteur                 | M139                                    | 2GR-FE                                           |
| Alimentation                | Turbocompressé                          | Compresseur mécanique Edelbrock 1740             |
| Cylindrée (cm3)             | 1991                                    | 3456                                             |
| Puissance maximale ch (kW)  | 364                                     | 400                                              |
| au régime de (tr/min)       |                                         |                                                  |
| Couple maximal (N m)        | 430                                     | 420 (430)                                        |
| au régime de (tr/min)       |                                         |                                                  |
| Boîte de vitesses           | Robotisée à double embrayage 8 rapports | Manuelle à 6 rapports (Automatique à 6 rapports) |
| Transmission                | Propulsion                              | Propulsion                                       |
| Vitesse maximale (km/h)     | 283                                     | 290                                              |
| 0-100 km/h (s)              | 4,2                                     | 4,3 (4,2)                                        |
| Consommation (L/100 km)     |                                         | 11,3                                             |
| Émissions de CO2 (g/km)     | 195                                     | 258                                              |
| Capacité du réservoir (L)   |                                         |                                                  |
| Coefficient de traînée (Cx) | 0,349                                   | 0,349                                            |
| Masse à vide (kg)           | 1 405                                   | 1 486                                            |
| Norme environnementale      | Euro 6d-Temp                            | Euro 6d-Temp                                     |

## Finitions

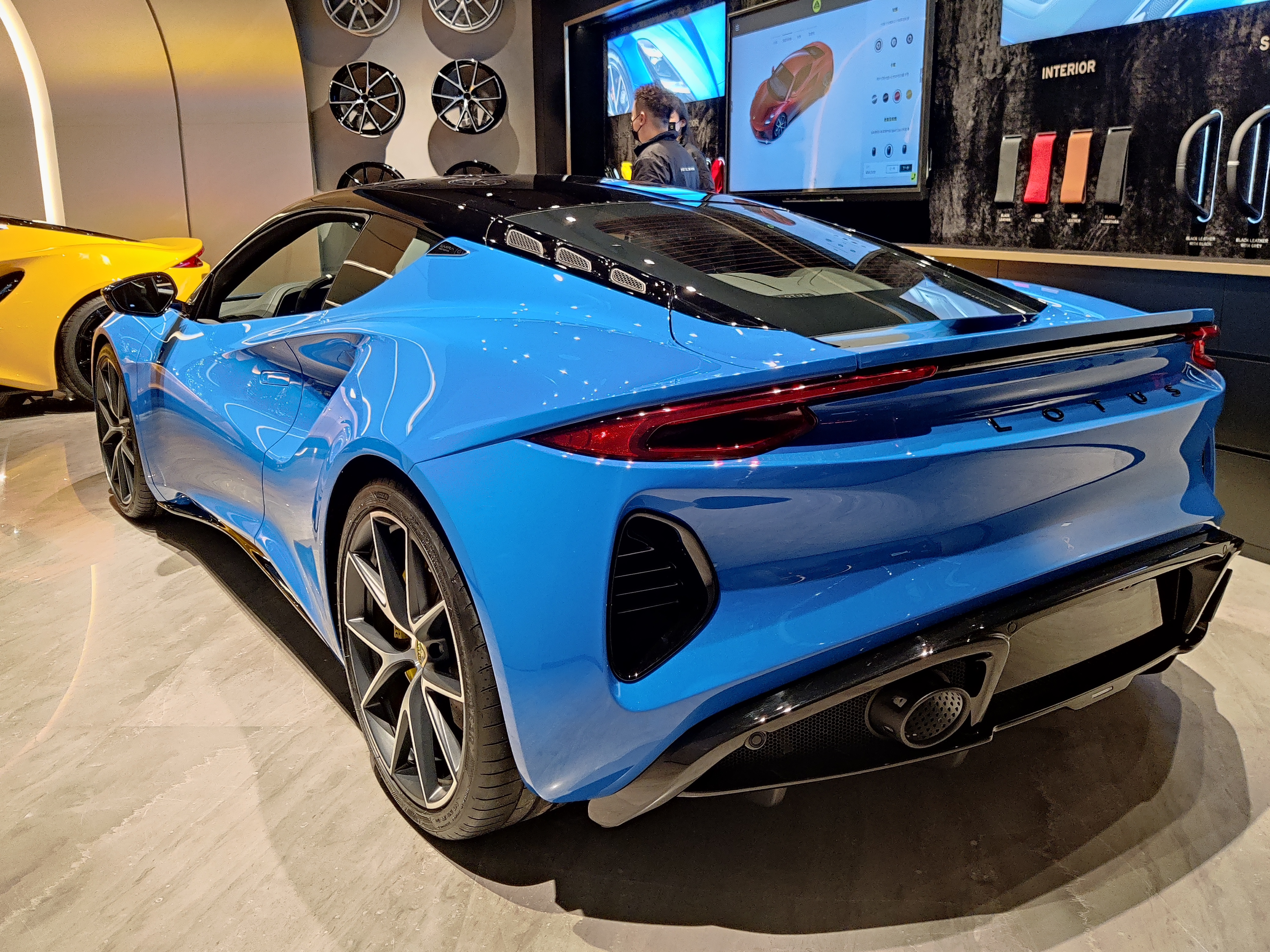
Vue arrière.

### Série limitée
- V6 First Edition, disponible uniquement la première année de commercialisation[5] :
  - bas de caisse noir brillant
  - caméra de recul
  - canules d’échappement titane
  - ciel de toit en alcantara
  - climatisation
  - démarrage sans clé
  - Drivers Pack (2 combinaisons suspension/pneus au choix)
  - écran central tactile de 10,25’’
  - jantes de 20 pouces
  - radar de stationnement avant
  - régulateur de vitesse
  - sellerie cuir ou alcantara
  - sièges chauffants à réglages électriques
  - système de navigation (selon les marchés)
  - système multimédia à commande vocale
  - tableau de bord numérique de 12,3’’

- Moteur moderne 6 cylindres Toyota